# Hyundai Santa Fe
De Hyundai Santa Fe is een zogenaamde crossover SUV, gebaseerd op het platform van de Hyundai Sonata. De Santa Fe werd in 2001 als Hyundai's eerste SUV geïntroduceerd.
De auto betekende een nieuwe mijlpaal in de geschiedenis van Hyundai, aangezien de auto een succes werd op de Amerikaanse markt. In andere landen echter, zoals Australië, was de Santa Fe minder succesvol.
Binnen het aanbod van SUV's van Hyundai, zit de Santa Fe qua grootte en klasse tussen de Tucson en de Terracan in.

## Generaties

### Eerste generatie (2001-2006)
Met de lancering van de eerste generatie van de Santa Fe werd een SUV met een controversieel uiterlijk op de markt gebracht. Hoewel veelvuldig bekritiseerd, werd de auto een succes op de Amerikaanse markt.
In de loop der tijd onderging het uiterlijk van de auto een aantal maal kleine veranderingen, zoals in 2005, toen o.a. nieuwe achterlichten en een veranderde grill werden doorgevoerd.

### Tweede generatie (2006-heden)
De tweede generatie van de Santa Fe werd in 2006 gepresenteerd. Het nieuwe model laat het grillige uiterlijk van de eerste generatie vallen voor een wat meer alledaags uiterlijk.
Verschillende veiligheidskenmerken die bij de eerste Santa Fe ontbraken, of niet standaard gerekend werden, zijn bij deze tweede generatie standaard
Behalve een aantal uiterlijke veranderingen, kenmerkte de nieuwe Santa Fe zich ook door diverse vernieuwingen van het interieur.

## Concurrentie
De Santa Fe is uitgekomen, in een tijd dat de gehele wereld van de SUV's in opmars was. Over de gehele mondiale automarkt beschouwd, zijn de belangrijkste concurrenten van de auto de Toyota RAV4, de Honda CR-V en de Mitsubishi Outlander.
Huidige modellen Nederland en België:
Bayon ·
i10 ·
i20 ·
i30 ·
Inster ·
Ioniq ·
Ioniq 5 ·
Ioniq 6 ·
Kona ·
Kona Electric ·
Nexo ·
Santa Fe ·
Tucson
Overige modellen internationaal:
Accent ·
Grandeur ·
Genesis ·
Eon ·
Equus ·
Porter ·
Sonata ·
Veloster
Uit productie:
Atos ·
Coupe ·
Dynasty ·
Elantra ·
Excel ·
Getz ·
Genesis Coupe ·
i40 ·
ix20 ·
ix55 ·
Lantra ·
Matrix ·
Pony ·
Santamo ·
Scoupe ·
Stellar ·
Terracan ·
Trajet ·
Tucson ·
XG